# Sveti Primož nad Kamnikom
Sveti Primož nad Kamnikom, romarsko središče, spomeniška celota, arheološka lokacija.
Romarsko središče, ki leži na Planini (842 mnm) visoko nad naseljem Črna pri Kamniku sestavljajo:
- poznogotska cerkev sv. Primoža in Felicijana,
- poznogotska cerkev sv. Petra,
- prostostoječ zvonik,
- renesančna osmerokotna Marijina kapela,
- mežnarija in gospodarsko poslopje.

Kompleks je med najpomembnejšimi zaključenimi spomeniškimi celotami v Sloveniji.

## Dostop
Sv. Primož nad Kamnikom je priljubljena izletniška točka. Dostop je iz Stahovice mimo zaselka Praprotno po označeni planinski poti (1 ura, 30 min). Mimo sv. Primoža se označena pot nadaljuje na Veliko Planino (še 1 ura, 30 min).